# CWJ bis Skaut
CWJ bis Skaut – polski szybowiec przejściowy, skonstruowany w okresie międzywojennym.

## Historia
Inżynierowie Wacław Czerwiński i Władysław Jaworski na przełomie lat 1932 i 1933 opracowali projekt szybowca nazwany CWJ bis Skaut. Była to daleko idąca modyfikacja szybowca CWJ, w której zmieniono wielkość płata, jego profil, dodano zastrzały oraz zmieniono konstrukcję kadłuba. Profil płata został ścieniony i skręcony co zwiększyło czułość lotek przy przeciągnięciu. Zwiększenie wielkości płata spowodowało obniżenie prędkości minimalnej. Kadłub został podzielony na trzy części, wzmocniono przednią mieszczącą miejsce pilota. Kadłub dawał się łatwo rozmontowywać, co ułatwiało jego transport.
Prototyp został zbudowany w Warsztatach Szybowcowych ZASPL i oblatany 3 sierpnia 1933 roku przez Wacława Czerwińskiego i Zbigniewa Żabskiego w szkole szybowcowej Aeroklubu Lwowskiego w Czerwonym Kamieniu. Szybowiec wykazał dobre właściwości lotne, był stateczny w locie i prosty w eksploatacji naziemnej. W wyniku testów konstruktorzy powiększyli ster kierunku, wydłużono przód szybowca, dodano zaczep do lotów na holu oraz dodano uchwyty ułatwiające transport. W późniejszym czasie opracowano trójczęściową osłonę kabiny pilota i montowano ją na wcześniej zbudowanych szybowcach.
W 1933 roku rozpoczęto produkcję seryjną w Warsztatach Szybowcowych ZASPL oraz w mniejszych zakładach. Były używane w szkolenia na poziomie kategorii A i B. Łącznie wyprodukowano ok. 20 egzemplarzy szybowca, które były eksploatowane do 1938 roku.

## Konstrukcja
Jednomiejscowy szybowiec przejściowy w układzie zastrzałowego górnopłatu.
Kadłub trójdzielny, składający się ze skrzynki, ramy podskrzydłowej i tylnej kratownicy. Części łączyły się między sobą sworzniami. W skrzynce znajdował się fotel pilota, zaczep do lotów na holu. Istniała możliwość montażu osłony kabiny wykonanej ze sklejki. Kratownica wykonana z listew sosnowych, usztywniona naciągami w płaszczyźnie pionowej i poziomej.
Skrzydło prostokątne, dwudzielne, dwudźwigarowe podparte dwoma parami zastrzałów. Do pierwszego dźwigara kryte sklejką, w dalszej części płótnem, wyposażone w lotki o napędzie linkowym.
Usterzenie krzyżowe, statecznik poziomu dwudzielny. Kryte całkowicie płótnem.
Podwozie jednośladowe złożone z dwóch płóz podkadłubowych.